# Shirley Neil Pettis

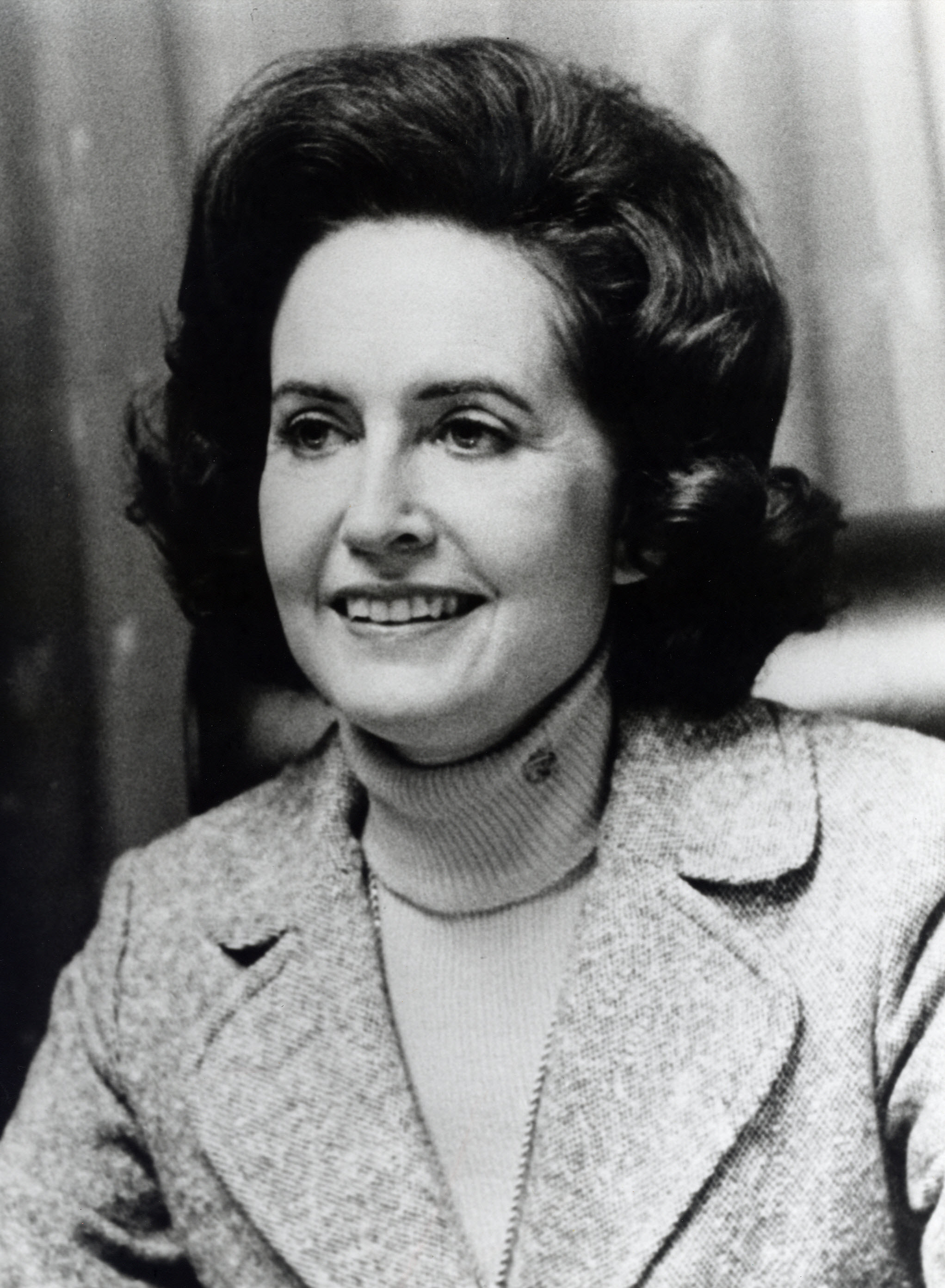
Shirley Neil Pettis

Shirley Neil Pettis (* 12. Juli 1924 in Mountain View, Kalifornien; † 30. Dezember 2016 in Rancho Mirage, Kalifornien) war eine US-amerikanische Politikerin. Zwischen 1975 und 1979 vertrat sie den Bundesstaat Kalifornien im US-Repräsentantenhaus.

## Werdegang
Shirley Neil McCumber, so ihr Geburtsname, besuchte zwischen 1931 und 1932 die Elementary Schools in Berkeley und dann bis 1937 die in Berrien Springs (Michigan). Bis 1942 war sie an der Andrews University Academy, ebenfalls in Berrien Springs, und dann bis 1943 an der dortigen Andrews University. Daran schloss sich in den Jahren 1944 und 1945 ein Studium an der University of California in Berkeley an. Sie war Mitbegründerin und von 1950 bis 1953 Managerin der Audio-Digest Foundation. Zwischen 1967 und 1970 verfasste sie Zeitungsartikel in San Bernardino. Politisch war sie Mitglied der Republikanischen Partei. Im Jahr 1975 fungierte sie als Vizepräsidentin der Vereinigung der Frauen von republikanischen Kongressabgeordneten. Sie selbst war mit dem Abgeordneten Jerry Pettis verheiratet.
Nach dem Tod ihres Mannes wurde Shirley Pettis bei der fälligen Nachwahl für den 37. Sitz von Kalifornien als dessen Nachfolgerin in das US-Repräsentantenhaus in Washington, D.C. gewählt, wo sie am 29. April 1975 ihr neues Mandat antrat. Nach einer Wiederwahl konnte sie bis zum 3. Januar 1979 im Kongress verbleiben. Im Jahr 1978 verzichtete sie auf eine weitere Kandidatur. In den Jahren 1980 und 1981 war sie Vizepräsidentin des Women’s Research and Education Institute in der Bundeshauptstadt Washington. Danach gehörte sie bis 1983 der Kommission zur Waffenkontrolle und Abrüstung an. Von 1990 bis 1992 saß sie in der präsidentialen Stipendiumskommission. Zwischen 1979 und 1997 war Shirley Pettis Vorstandsmitglied der Kemper National Insurance Companies. Ihren Lebensabend verbrachte sie bis zu ihrem Tod 2016 in Rancho Mirage.